# Marais de Pen an Toul
Le marais de Pen an Toul est un ancien marais salant proche du golfe du Morbihan, dans la commune de Larmor-Baden dans le département français du Morbihan. Il est protégé pour son intérêt écologique, particulièrement pour les populations d'oiseaux qui le fréquentent.

## Protection
Le marais est placé sous la protection du conservatoire du littoral depuis 2000,.
Dans les années 1990, puis en 2005, le site a été menacé par un projet d'aquaculture,,.

## Localisation
Le marais de Pen an Toul est un ancien marais salant relié au golfe du Morbihan par un étroit chenal qui débouche dans l'ouest du golfe, face à l'Île-aux-Moines. La route D 316 traverse ce passage au lieu-dit « Pont de Pen an Toul ».

## Écologie

### Faune
Le marais de Pen an Toul est une lagune côtière utilisé comme nurserie par les poissons du golfe du Morbihan. 
De ce fait, les 15 ha du plan d'eau attirent de nombreux oiseaux : grèbe castagneux, aigrette garzette, héron cendré, spatule blanche, tadorne de Belon, sarcelle d'hiver, avocette élégante, échasse blanche, barge à queue noire, chevaliers, sterne pierregarin, martin-pêcheur... La présence de ces oiseaux est favorisée par la proximité de l'étang de Toulvern (situé à 1 300 mètres à vol d'oiseau) ; la continuité de la biodiversité est assurée par la présence d'une trame verte, reliant les deux sites. Elle offre ainsi un accès à la baie de Baden.
Le marais de Pen an Toul abrite 42 espèces de papillons diurnes.

### Flore
Les prairies environnantes, riches de diverses plantes, ont été colonisées, il y a une vingtaine d'années, par un buisson d'Amérique du Nord : le séneçon en arbre (Baccharis halimifolia). Cette espèce invasive fait l'objet d'abattages systématiques,.

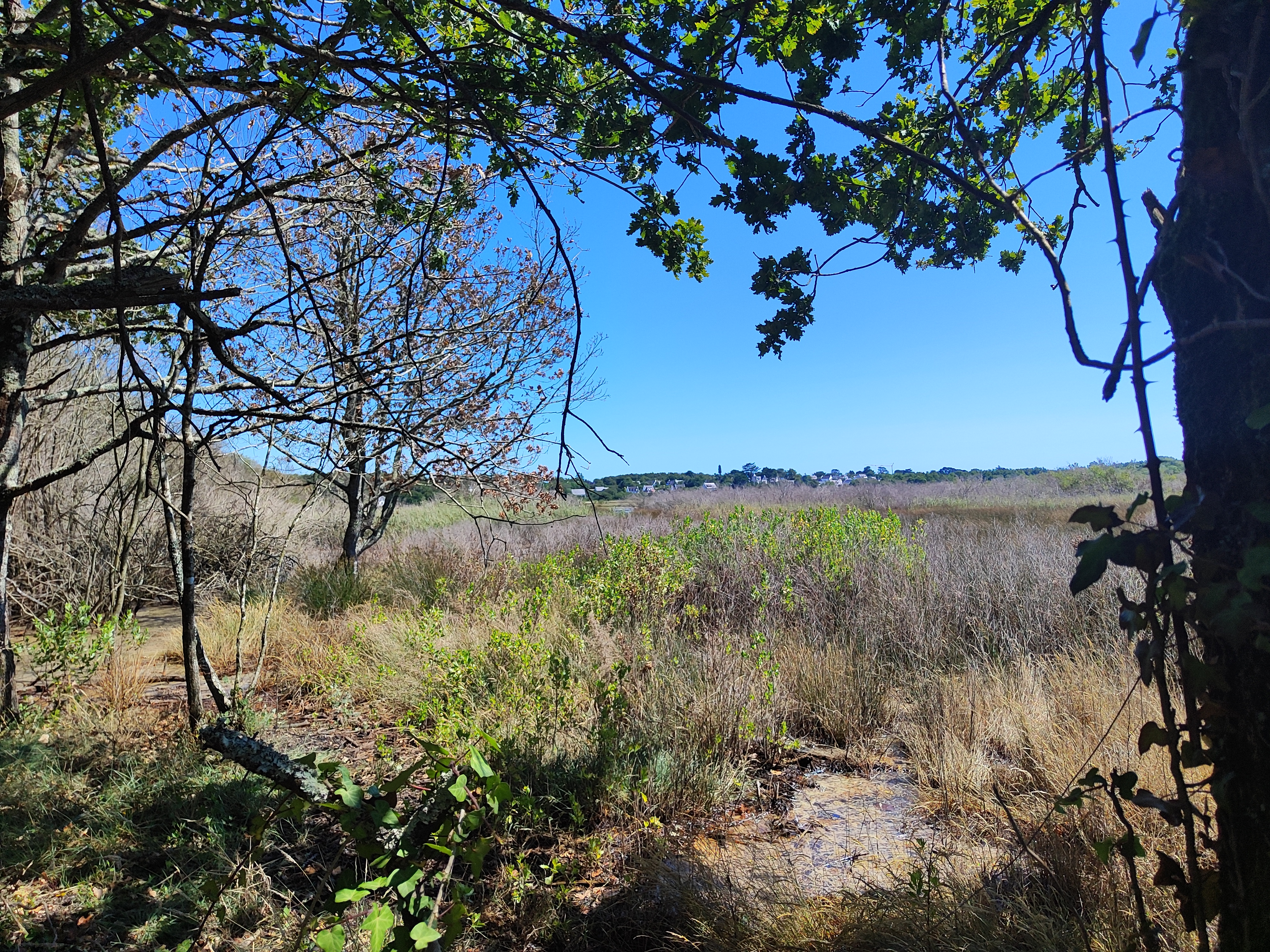
Nord du marais.
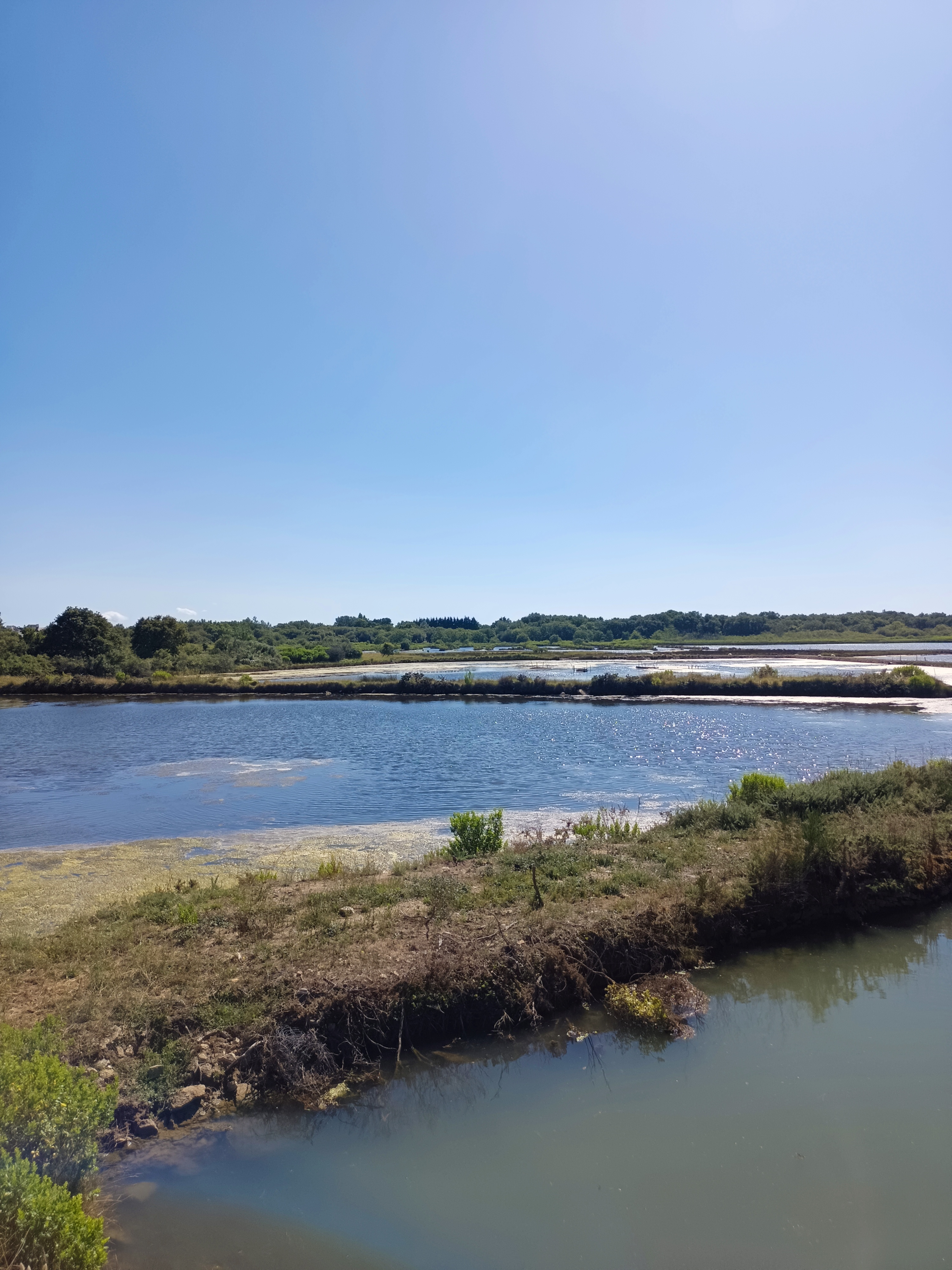
Plans d'eau du marais près de la digue (pont de Pen an Toul).

## Histoire
Ancien bras de mer, le marais de Pen an Toul a été endigué au milieu du XIXe siècle pour être exploité comme marais salant. Il a ensuite été converti en bassin de pisciculture, en décharge d'ordures et en piste d'aviation.

## Historique de la préservation
Depuis 1995, le marais est la propriété de Bretagne Vivante, du Conservatoire du Littoral et d'un particulier.

## Visite
Un sentier de découverte de 3,3 km, permet d'observer les oiseaux. Il permet accessoirement de découvrir des traces des activités passées. Le Douet de Locqueltas et ses deux fontaines ont été remarquablement restaurés. C'était l'un des quatre lavoirs de Larmor-Baden avant la mise en place du service des eaux. L'emplacement des anciens hangars de l'aérodrome est toujours visible.

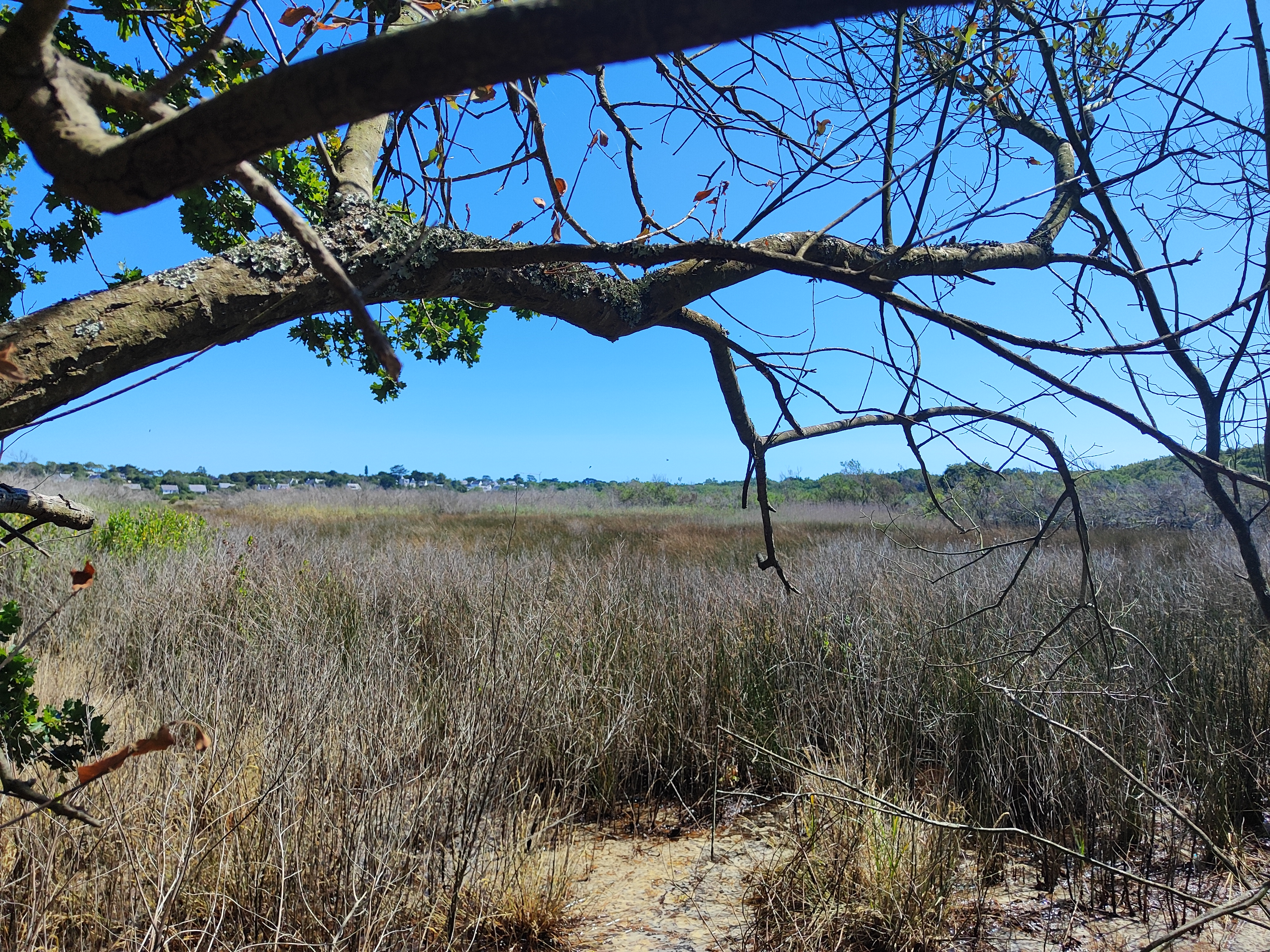
Vues du marais,
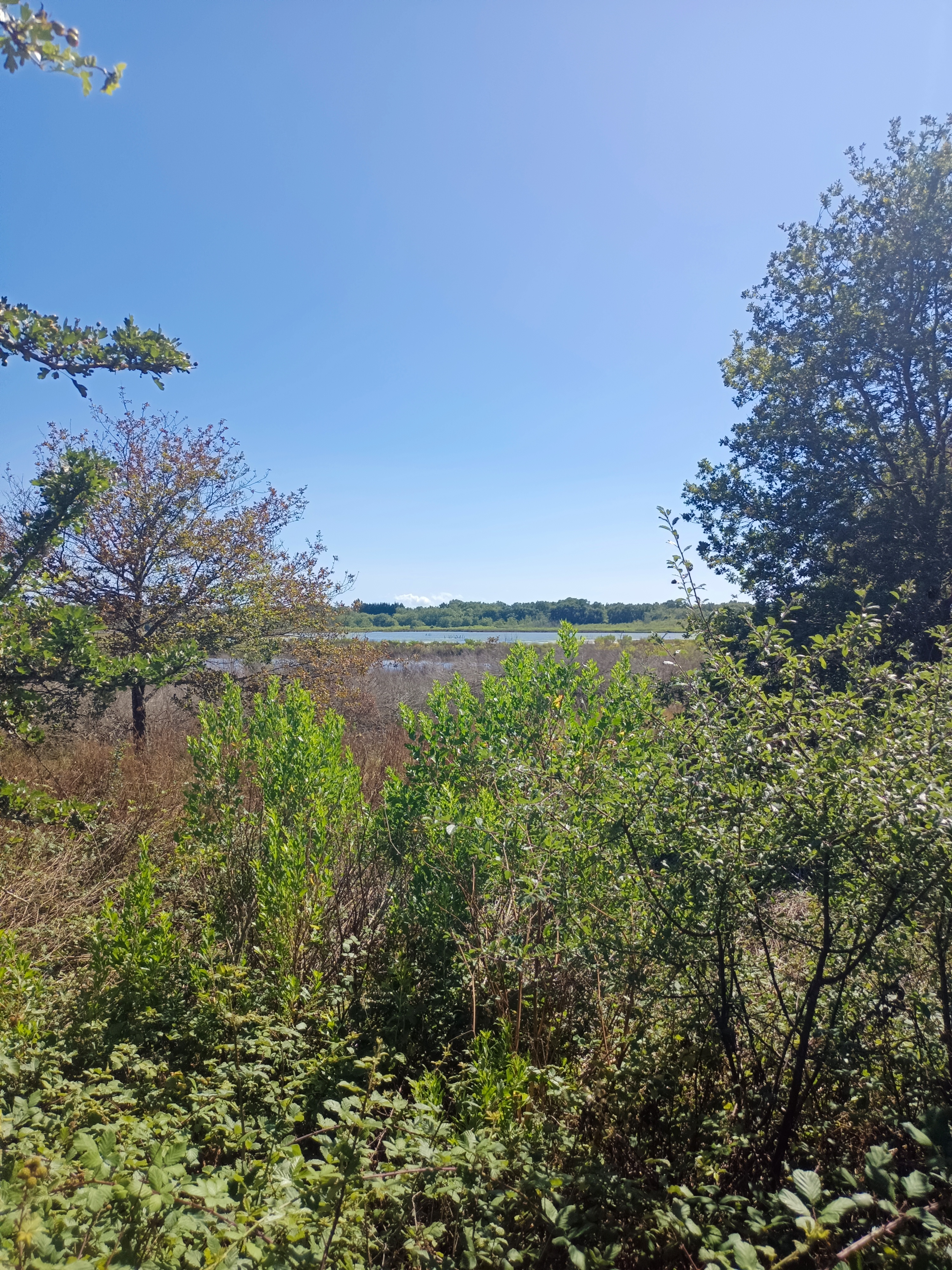
depuis le sentier nord.